# Nine Puzzles
Nine Puzzles (koreanischer Originaltitel: 나인 퍼즐) ist eine südkoreanische Serie, die von den Produktionsfirmen Moonlight Film und Kakao Entertainment für die Walt Disney Company umgesetzt wurde. In Südkorea fand die Premiere der Serie am 21. Mai 2025 als Original durch Disney+ via Star statt. Im deutschsprachigen Raum erfolgte die Erstveröffentlichung der Serie am selben Tag durch Disney+ via Star.

## Handlung
Die Schülerin Yoon E-na findet ihren geliebten Onkel brutal ermordet auf. Als einzige Zeugin gerät sie in den Fokus des Chefermittlers Kim Han-saem, der fest davon überzeugt ist, dass Yoon E-na die Täterin ist. Zehn Jahre später arbeitet Yoon E-na als Tatortanalystin bei der Polizei. Sie gilt als eine der besten in ihrem Fachgebiet und ist fest entschlossen, die Wahrheit hinter dem Tod ihres Onkels aufzudecken.
Eines Tages führt das Schicksal sie wieder mit Kim Han-saem zusammen, der weiterhin an ihre Schuld glaubt. Beide sind gezwungen, künftig gemeinsam zu ermitteln. Während eine Reihe von Morden, die durch mysteriöse Puzzleteile miteinander verwoben sind, die Polizei in Atem hält, tauchen Yoon E-na und Kim Han-saem immer tiefer in den Fall ein. Im Laufe ihrer Ermittlungen stellen sie fest, dass die aktuellen Ereignisse mit den Geschehnissen in der Vergangenheit zusammenhängen. Nach und nach kommt die Wahrheit ans Licht, die eine unerwartete Dimension annimmt.

## Produktion
Im Mai 2023 wurde berichtet, dass die Schauspieler Kim Da-mi und Son Suk-ku die Hauptrollen in der Serie Nine Puzzles unter der Regie von Yoon Jong-bin spielen werden. Im August desselben Jahres bestätigte Kakao Entertainment die Produktion der Serie. Im Januar 2024 wurden Park Gyu-young, Hwang Jung-min, Lee Sung-min, Park Sung-woong, Lee Hee-jun und Roh Jae-won als Darsteller bestätigt.
Medienberichten zufolge belaufen sich die Produktionskosten der Serie auf etwa 30 Milliarden Won. Der Großteil der Dreharbeiten fand außerhalb der Stadt Seoul statt, unter anderem auf der Insel Jeju. Die Hauptdreharbeiten für die Serie begannen im Januar 2024 und wurden im Juli desselben Jahres abgeschlossen.

## Besetzung und Synchronisation
Die deutschsprachige Synchronisation entstand nach den Dialogbüchern von Tanja Paidar und Mark Kuhn sowie unter der Dialogregie von Oliver Mink durch die Synchronfirma Iyuno Germany in München.

### Hauptdarsteller
| Rolle        | Schauspieler | Synchronsprecher |
| ------------ | ------------ | ---------------- |
| Yoon E-na    | Kim Da-mi    | Susanna Cuda     |
| Kim Han-saem | Son Suk-ku   | Xiduo Zhao       |

### Nebendarsteller
| Rolle          | Schauspieler   | Synchronsprecher    |
| -------------- | -------------- | ------------------- |
| An Young-ha    | Cha Woo-jin    | Leonard Hohm        |
| Bae Chun-sun   | Song Ho-bum    | Christian Giegerich |
| Byun Ji-yun    | Hong Bi-ra     | Chiara Haurand      |
| Choi San       | Hyun Bong-sik  | Thomas Wenke        |
| Hwang In-chan  | Roh Jae-won    | Fabian Wittkowski   |
| Hong Ra-eun    | Park Mi-hyun   | Alexandra Ludwig    |
| Hyeon Ho-geun  | Jang Kyug-su   | Maximilian Laprell  |
| Joo Gi-bbeum   | Ji Su-yeon     | Helene Schmitt      |
| Kang Chi-mok   | Lee Hee-joon   | Christian Intorp    |
| Kong Young-im  | Park Sung-yeon | Marion Hartmann     |
| Lee Seung-ju   | Park Gyu-young | Katharina Friedl    |
| Lee Nam-suk    | Oh Min-ae      | Simone Brahmann     |
| Nam Hyuk-su    | Kim Doh-yon    | Max Schira          |
| Nam Na-ri      | Lee Joo-young  | Christine Garbe     |
| Park Il-hyung  | Park Eung-soo  | Stefan Günther      |
| Ro Su-kwang    | Kwak Ja-hyoung | Marc Rosenberg      |
| Seo Yang-hee   | Ok Ja-yeon     | Friederike Sipp     |
| Tae Dong-su    | Jeong Man-sik  | Gerd Meyer          |
| Yang Jung-ho   | Kim Sung-kyun  | Paul Sedlmeir       |
| Yoon Dong-hoon | Ji Jin-hee     | Mark Kuhn           |
| Yoon Go-eun    | Ahn So-yo      | Bettina Zech        |

### Gastdarsteller
| Rolle           | Schauspieler    | Synchronsprecher    |
| --------------- | --------------- | ------------------- |
| An Hong-jae     | Choi One        | Tekin Gültekin      |
| Choi Dong-kyung | Byun Hong-jun   | Manuel Ott          |
| Choi Jun-u      | Ki Eun-yoo      | Leon von Daake      |
| Choi Young-han  | Choi Hong-il    | Alexander Pelz      |
| Do Yoon-su      | Lee Sung-min    | Armin Hägele        |
| Kim Gab-je      | Im Chul-hyung   | Ole Pfennig         |
| Kim Mo-il       | Jung Gi-sub     | Philipp Rafferty    |
| Kwon Sang-beom  | Park Sung-woong | René Oltmanns       |
| Lee Du-chul     | Kang Hak-soo    | Matthias Kupfer     |
| Lee Duk-mun     | Choi Woo-jun    | Martin Schülke      |
| Lee Du-won      | Moon Chang-gil  | Hans Bayer          |
| Lee Gang-hyun   | Baek Hyun-jin   | Pascal Breuer       |
| Lee Mi-young    | Kim Ye-won      | Constanze Buttmann  |
| Oh Chul-jin     | Hwang Jung-min  | Jochen Paletschek   |
| Roh Jae-uk      | Nam Yoon-ho     | Nils Kreutinger     |
| Seo Do-ho       | Shin Dong-ryuk  | Manou Lubowski      |
| Yeo Jung-chul   | Nam Jin-bok     | Andreas Borcherding |
| Yeom Dong-han   | Park Jin-young  | Gudo Hoegel         |
| Yeom Se-ryung   | Joo Hae-eun     | Judith Peres        |
| Yoo Jung-eun    | Kwon Han-sol    | Angelina Markiefka  |

## Episodenliste
| Nr. | Deutscher Titel | Originaltitel | Erstveröffentlichung (Südkorea) | Deutschsprachige Erstveröffentlichung (D/A/CH) |
| --- | --------------- | ------------- | ------------------------------- | ---------------------------------------------- |
| 1   | Episode 1       | 제 1화        | 21. Mai 2025                    | 21. Mai 2025                                   |
| 2   | Episode 2       | 제 2화        | 21. Mai 2025                    | 21. Mai 2025                                   |
| 3   | Episode 3       | 제 3화        | 21. Mai 2025                    | 21. Mai 2025                                   |
| 4   | Episode 4       | 제 4화        | 21. Mai 2025                    | 21. Mai 2025                                   |
| 5   | Episode 5       | 제 5화        | 21. Mai 2025                    | 21. Mai 2025                                   |
| 6   | Episode 6       | 제 6화        | 21. Mai 2025                    | 21. Mai 2025                                   |
| 7   | Episode 7       | 제 7화        | 28. Mai 2025                    | 28. Mai 2025                                   |
| 8   | Episode 8       | 제 8화        | 28. Mai 2025                    | 28. Mai 2025                                   |
| 9   | Episode 9       | 제 9화        | 28. Mai 2025                    | 28. Mai 2025                                   |
| 10  | Episode 10      | 제 10화       | 4. Juni 2025                    | 4. Juni 2025                                   |
| 11  | Episode 11      | 제 11화       | 4. Juni 2025                    | 4. Juni 2025                                   |